# Bernardo de Velasco
Bernardo Luis de Velasco y Huidobro (Villadiego, Burgos, España, 20 de agosto de 1742 - Asunción, Paraguay, enero de 1823) fue un militar español y el último gobernador de la provincia del Paraguay. Fue depuesto por el congreso celebrado en Asunción, el 17 de junio de 1811.

## Biografía
Fue el segundo hijo de don Miguel Gervasio de Velasco Fernández de Humada y doña Josefa Gabriela de Huidobro y Mier. Estudió matemáticas en Barcelona y con 25 años de edad ingresó al ejército. Participó desde  1793 a 1795 en la campaña del Rosellón  contra las tropas francesas.
Era un hombre de buena apariencia, modesto, cortés y afable, con conocimientos clásicos y científicos. Velasco reunía, en definitiva, las condiciones para llevar adelante el ideal borbónico de militarizar la administración civil indiana para lograr orden, pronta obediencia y disciplina. Estas características, agregadas a su desempeño como militar, figuraron como antecedente favorable en la recomendación que en 1803 hizo su superior:

"Ha tenido siempre crédito de mayor instrucción que los dos anteriores [...]. Sus servicios de 36 años son ciertos y ha contraído un mérito distinguido de guerra en ellos".
Inspector general del ejército, Madrid, 17 de marzo de 1803 en (Archivo General de Simancas, 1803, p. SGU, Leg. 6882,7)

## Reestructuración de las Misiones
A principios del siglo XIX, los pueblos misioneros se encontraban en un estado ruinoso luego de treinta años de administración secular a cargo de gobernantes incapaces y ambiciosos. A esto se sumaban problemas jurisdiccionales ya que los pueblos, que constituían una unidad geohistórica, dependían de dos autoridades: el gobierno de Paraguay y el de Buenos Aires. La favorable experiencia administrativa en las Misiones de Maynas, Mojos y Chiquitos y los diversos informes enviados a la Corte por el virrey Avilés, el obispo del Paraguay y otros funcionarios, llevaron a José Antonio Caballero, presidente del Consejo de Indias, a aconsejar a Carlos IV de que la solución era unificar el gobierno bajo un mando político y militar. Tomada la decisión se buscó en distintos cuerpos del ejército real un oficial con grado de teniente coronel que tuviera "madurez, prudencia y tino" para hacerse cargo del "gobierno naciente". De los nueve oficiales seleccionados fue elegido Bernardo de Velasco, teniente coronel de los regimientos de infantería de Ultonia.
El 28 de marzo de 1803, por real provisión, el rey Carlos IV creó: 

[...] el gobierno militar y político de los treinta pueblos de Misiones guaraníes y tapes en las provincias del Río de la Plata cuyo empleo he resuelto crear para que tengáis el mando de los referidos treinta pueblos con total independencia de los gobiernos de Buenos Aires y Paraguay bajo los cuales se hallaban divididos hasta ahora, cuyas distintas jurisdicciones y manos diferentes hacen difícil su administración.
(AGNA, 1803, p. Sala IX-12-6-4. Exp 250. fos 1/2)

 Velasco no ocultó su 

mayor temor, [pues] careciendo de los conocimientos para poder manejar los negocios con tino, [...], le quedaría el consuelo de que los yerros o faltas que cometiese serían involuntarios.
(Abásolo, 2010, p. 158)

 El cargo tenía el mismo estatus que el de los gobernadores de las provincias del Río de la Plata con un sueldo de 3000 pesos anuales.
El 17 de mayo de 1803, el rey Carlos IV promulgó nuevas instrucciones para mejorar el gobierno y justicia. Estas contemplaban la abolición de las encomiendas de yanacona y mitayos, reparto de tierras y ganado, creación de escuelas en lengua castellana y curatos,  y prohibición de la venta de tierras a los españoles. También se suprimió la función y cargo del administrador general que funcionaba en la capital virreinal.
El teniente coronel Velasco llegó a Buenos Aires en enero de 1804 y el día 5 prestó juramento y tomó posesión del gobierno ante el escribano mayor del virrey Joaquín del Pino . Recién el 2 de agosto se autorizó el costo del viaje de soldados, un asesor, sirvientes y equipaje que lo debían acompañar hasta Candelaria. Después de estar detenido un mes en Yapeyú por culpa de las lluvias, Velasco llegó a su  destino el 8 de octubre de 1804. Al día siguiente, Santiago de Liniers, gobernador interino desde febrero de 1803, le hizo el traspaso del mando.

## Gobernador militar y político de los pueblos de las Misiones
Velasco fue ascendido a coronel en junio de 1804. Teniendo en cuenta el estado de las milicias y el expansionismo lusitano en la zona, se propuso crear una fuerza de 600 soldados bien armados y disciplinados pero por una serie de factores  esa fuerza no pudo superar la tercera parte. Otra forma de proteger los pueblos fue levantar el estado ruinoso en que se encontraban incentivando la ganadería y la agricultura. Fomentó la educación que fue extendida a las niñas. Fue uno de los pioneros en la vacunación antivariólica. La eficiente administración y su capacidad de acción produjo una mejoría en diversos aspectos económicos como la producción de cueros y yerba mate.

## Gobernador de la provincia del Paraguay y de los treinta pueblos de las Misiones
El gobernador del Paraguay, Lázaro de Ribera, se había convertido en un funcionario tiránico, venal, falto de sinceridad y respeto por sus superiores. Además, desde 1798, se opuso en duros términos al virrey marqués de Avilés respecto de la compleja abolición del sistema comunitario de los pueblos guaraníes y sus posibles consecuencias. La controversia continuó con el virrey del Pino, sucesor de Avilés a partir de junio de 1801. En mayo de 1803 el rey dispuso la abolición de las encomiendas y la liberación de los naturales.
En 1805, la Corona española decidió cambiar su estrategia militar frente al avance portugués sobre las Misiones que ya había tomado siete de los treinta pueblos que la componían. La debilidad militar y su situación geográfica exigían que fueran las tropas o milicias del Paraguay las que debían acudir en ayuda de las Misiones para lo cual debían organizarse esas fuerzas "bajo un nuevo pie". Godoy, el Príncipe de la Paz, consideró que "convenía al mejor servicio del rey la reunión de las dos provincias que están inmediatas". La preexistencia de una unidad etnocultural entre ellas y la unificación del mando en un solo jefe o gobernador, facilitarían la prontitud y eficacia en la defensa. Como complemento de este nuevo plan estratégico era imprescindible cumplir acabadamente, y en ambas provincias, con los cambios socio—económicos que se producirían con las eliminaciones de las comunidades de indios que la corona ya había ordenado y que no se cumplían. Estos cambios comprendían no solo a los pueblos ubicados al sur y norte del río Paraná, por entonces un río interior de las Misiones, sino también a los pueblos de indios al norte del río Tebicuary (Ytá, Areguá, Altos, Atyrá, Tobatí, Caazapá, San Joaquín y San Estanislao). A mediados de julio de 1805 la corona solicitó la opinión de la Junta Consultiva de Fortificación y defensa de Indias sobre cuál de los dos gobernadores: Lázaro de Ribera del Paraguay o Bernardo de Velasco de las Misiones debía ser separado de su cargo a los efectos de unir ambas provincias y llevar adelante este plan. En esa Junta Consultiva se desempeñaba como vocal Félix de Azara, un funcionario que había recorrido palmo a palmo toda la región y que era el que más la conocía. La evaluación de la Junta favoreció a Velasco, sobre todo por su experiencia como militar profesional que es lo que fundamentalmente se buscaba. Ribera era solo un teniente graduado con grado de capitán sin experiencia militar. Existieron otros factores que también jugaron en su contra: su oposición a la eliminación de las encomiendas, las críticas que le hicieron los virreyes Avilés y del Del Pino, y el mismo Azara.
El 12 de septiembre de 1805, Carlos IV decidió

(...) que el Coronel Don Bernardo de Velasco, gobernador de estas Misiones, y sugeto que posee ventajosamente la honradez y talento que se necesitan, reúna en sí, por ahora, los dos Gobiernos del Paraguay y Misiones, pues de este modo se pondrá en planta bien y uniformemente el nuevo sistema relativo á las defensas de dichas provincias, y se verá cumplida la voluntad de V. M. de dar libertad á los infelices indios repartidos en ellas.

Desde fecha temprana ha existido una controversia acerca de si ese decreto real significaba la unificación de ambas jurisdicciones o el ejercicio por la misma persona de dos jurisdicciones distintas. Ya en 1809, el virrey Liniers nombraría a Tomás de Rocamora como gobernador interino de Misiones, cargo que este interpretó como autoridad de una gobernación, con una categoría equivalente a la que había tenido con Velasco entre 1803 y 1805, y como tenían desde hacía años las gobernaciones de Moxos y Chiquitos, mientras que Velasco parece haber interpretado que Rocamora estaba a cargo del gobierno militar, pero subordinado a él en lo político. Cuando se produjo la Revolución de Mayo, ambos jefes se afirmaron en sus respectivas posturas; la derrota de la expedición de Belgrano, la separación de hecho entre el Paraguay y las Provincias Unidas llevaron a la firma del Tratado confederal entre las juntas de Asunción y Buenos Aires del 12 de octubre de 1811, por cuyo artículo 4 se afirmaba que debía "quedar también por ahora los límites de esta Provincia del Paraguay, en la forma en que actualmente se hallan, encargándose consiguientemente su Gobierno de custodiar el Departamento de Candelaria."
La larga dictadura del Doctor Francia dejaría el límite de hecho a lo largo del río Paraná sin una definición clara de la cuestión de las Misiones. En 1846, en ocasión de un tratado que había realizado con el gobierno de la provincia de Corrientes, el presidente paraguayo Carlos Antonio López publicó un Manifiesto en que afirmaba, entre otras cosas, que "por este acto volvió a la jurisdicción del Paraguay el territorio de las Misiones". Cinco años más tarde, Pedro Alcántara de Somellera, que había sido asesor de Velasco en el Paraguay, publicó una Impugnación a ese manifiesto, afirmando que se trataba de gobiernos separados pero ejercidos por una misma persona, como había ocurrido siglos antes, cuando tanto la Gobernación del Río de la Plata y del Paraguay como la del Tucumán fueron gobernadas por el gobernador Fernando de Zárate entre 1594 y 1595. En su escrito, Somellera afirma que "...la retención del gobierno de Misiones no fue una amalgama con el Gobierno intendencia del Paraguay", sino que fue "una interinidad precisa é indispensable; así para que se pusiera en planta la emancipación de los indios encargada a Velazco en el año 1803, como para esperar la variación de circunstancias." Agregaba Somellera que el mariscal Gaspar de Vigodet había llegado en octubre de 1810 a Montevideo nombrado gobernador de la Gobernación de las Misiones, lo que —según Somellera— demostraba que ni el Rey ni el Consejo de Regencia daban por unida esa gobernación con la Intendencia del Paraguay. En 1862, el historiador belga Alfredo Marbais du Graty, encargado de Negocios del Paraguay ante los gobiernos de Bélgica y Prusia, en su libro La República del Paraguay afirmó que el tratado de octubre de 1812 "...reconoció al Paraguay la legítima posesión del departamento entero de Candelaria", para lo cual debió modificar la redacción del último párrafo del artículo 4, haciéndole decir que "el Paraguay conservaría sus límites actuales, y que por consecuencia su gobierno se encargaría del gobierno de Candelaria". Basado en un texto modificado —se salteaba la expresión "por ahora" y cambiaba el verbo "custodiar" por la expresión "se encargaría del gobierno de"— Du Graty afirmaba que "Buenos Aires reconoció al Paraguay la legítima posesión del departamento entero de Candelaria".
Posteriormente, varios historiadores paraguayos han alegado que ambas provincias se habían unido con el nombramiento de 1805, como es el caso de María G. Monte de López Moreira, que en 2006 afirmó que

El 12 de septiembre de 1805, el Rey resolvió otorgar el gobierno del Paraguay a don Bernardo de Velasco, incluyendo en su designación a "los pueblos de las Misiones de Guaranís y Tapes", hecho que determinó la incorporación de dicho territorio a la Intendencia del Paraguay, no como gobierno independiente según el plan de 1803, sino como parte de la jurisdicción paraguaya. Hecho que podemos constatar en los títulos que ostentara Velasco como gobernador de ambos territorios y que aparecen en todos los documentos oficiales a partir de la toma de su cargo.
(Monte de López Moreira, 2002, p. 189)

La unión en la misma persona de ambos cargos —o, desde un punto de vista alternativo, unificación de jurisdicciones y cargos— implicó que se le asignara un solo sueldo, según consta en el Archivo General de Indias, Leg. 45. Carta 456. 29/VI/1807.
Los objetivos perseguidos de unificar el proceso de liberación de los indios de las encomiendas y la defensa de la provincia del Paraguay y las Misiones se llevaron adelante sin modificar la organización de los pueblos. Se mantuvo un secretario que atendía exclusivamente los asuntos misioneros y los cinco subdelegados cuyas funciones venían de antes.
El 5 de mayo de 1806, se reunieron en Asunción los miembros del Cabildo, el gobernador Lázaro de Ribera y el coronel Bernardo de Velasco. Este último, luego de la presentación y lectura de la real orden del 12 de septiembre de 1805, "con la cual Su Majestad [Carlos IV] se ha dignado conferirle este gobierno Intendencia con reunión de los treinta pueblos guaranís de las Misiones", recibió el bastón y mando de Ribera y prestó el juramento de rigor ante el regidor decano.
Sus medidas económicas promovieron la agricultura, el mejoramiento de los caminos, la construcción y reparación de puentes. Para las obras públicas solicitó la ayuda del ingeniero naval Eustaquio Giannini quien después sería gobernador interino cuando Velasco tuvo que ausentarse a Buenos Aires con motivo de las invasiones inglesas. Fomentó la producción de miel de caña, azúcar, ladrillos, maderas, sal. Reorganizó la administración pública creando nuevos cargos. Propuso la creación de un cuerpo de 600 hombres pagados, disciplinados y bien armados que realmente sirvieran para la defensa de la provincia y liberaran a los vecinos de los servicios militares en las fronteras para que se dedicaran a la producción. Este plan, que desapareció de los archivos provinciales y de la secretaría en la capital del virreinato, lo iba a poner en práctica el virrey Cisneros cuando fue destituido de su cargo en mayo de 1810.
En 1806 se libró un real despacho por el cual se nombró al teniente coronel Gaspar de Vigodet, del regimiento de Asturias, como segundo de Velasco con destino a las Misiones, pero este no llegaría al Río de la Plata sino a fines de 1810.

## Participación en las invasiones inglesas
El 27 de junio de 1806, dos meses después de su asunción como gobernador, fuerzas inglesas ocuparon Buenos Aires. El virrey Sobremonte pidió a Velasco tropas para reconquistar la ciudad. Con su diligencia habitual y pese a la resistencia de la población y demás autoridades a enviar soldados fuera de la provincia que la dejaría sin defensa frente a los portugueses y tribus chaqueñas,  Velasco envió finalmente dos contingentes que sumaron unos 953 hombres mal equipados y escasamente armados. Además, Sobremonte y luego la Real Audiencia, que sustituyó al virrey, solicitaron su presencia en Buenos Aires a lo que también se opusieron el cabildo, el obispo y la población que no querían que abandonara el gobierno de la provincia. Finalmente tuvo que viajar a Buenos Aires, dejando interinamente en su cargo al ministro de la Real Hacienda Pedro Oscariz. Llegó el 1.º de abril de 1807 a la capital y organizó la defensa con el cargo de mayor general de infantería y caballería y subinspector general de la ciudad en comisión. Suya fue la idea de no librar combates en terreno abierto sino atrincherarse en la ciudad utilizando zanjas y cercos vivos. En el tratado de cesación de hostilidades firmado el 7 de julio de 1807 figura su firma conjuntamente con Liniers y el general inglés Whitelocke. Expulsados los ingleses recibió elogiosos comentarios del fiscal de la Real Hacienda y del Tribunal de Cuentas de Buenos Aires por su actuación. Por tal causa, por Real Provisión del 31 de enero de 1808, Carlos IV lo ascendió a brigadier de infantería.
La preeminencia que gozaba Velasco en Buenos Aires luego de las invasiones inglesas se puede observar en el siguiente episodio: El 12 de noviembre de 1807 y por orden real, el cabildo de Buenos Aires decidió elegir al azar de entre los 686 esclavos que habían participado en la defensa de la ciudad, a sesenta de ellos que, como premio, quedarían libres. Se organizó un acto cívico militar construyendo frente al cabildo y bajo sus balcones un tablado con alfombras y dosel donde se colocaron los retratos de los soberanos, rica sillería y cojines. Fueron invitados los jefes militares, las autoridades de la ciudad, principales vecinos y pueblo en general. También participaron piquetes de infantería y caballería con sus respectivas bandas militares y banderas. Una vez que Liniers se ubicó en el lugar principal, se sentaron a su derecha José Portilla, en representación del Consejo Supremo de Indias, y a su izquierda el coronel Velasco, en su calidad de gobernador de la provincia del Paraguay y Misiones y mayor general del ejército de Buenos Aires. Velasco ocupó así el segundo lugar en la organización militar del Virreinato, solo por debajo del virrey. Es en este contexto que debe entenderse la expresión de Belgrano en su informe a la Junta de fecha 20 de noviembre de 1810, enviado desde el paso de Caaguazú del río Corrientes, que dice: 

He prevenido al teniente gobernador [Elías Galván] que diga en la ciudad [de Corrientes] que voy a ella; espero alucinar [engañar] al guerrero Velazco (sic).
(Instituto Nacional Belgraniano, 1998, p. 332)

El 1.º de noviembre de 1808, Liniers hizo un esfuerzo final para imponer su autoridad a Elío. En esa fecha escribió una enérgica proclama al pueblo de Montevideo donde le comunicaba que Bernardo de Velasco reemplazaría a Elío y disolvería la Junta. A tal fin Velasco desembarcó en  Colonia con un ejército de mil soldados y artillería, para marchar hacia Montevideo. El 27 de noviembre, el brigadier Joaquín Molina, comisionado que envió Elio a Buenos Aires, se entrevistó en el camino con Velasco quien escuchó los recelos que tenía el gobierno de Montevideo respecto de la lealtad de Liniers al monarca. Pese a los indicios que le presentó Molina y que, según Velasco, "eran vehementes y las conjeturas de tanta consideración", este sostuvo la "lealtad de Liniers o, a lo menos, lo creía incapaz de tal maldad". Ambos convinieron en un cese de hostilidades para evitar una guerra civil o fratricida y Molina siguió su viaje a Buenos Aires.
Finalmente, Velasco solicitó su renuncia al cargo de Subinspector, siendo reemplazado por el brigadier Francisco Agustini el 9 de febrero de 1809. El 24 de febrero volvió a Buenos Aires y el 3 de marzo solicitó su traslado a Asunción para retomar su cargo.

"20 de marzo de 1809: en este día al ponerse el sol se embarcó a bordo de un buque el señor don Bernardo de Velasco, gobernador intendente del Paraguay y Misiones, que se regresa a su gobierno, llevando consigo su amable familia y tropa para su custodia. Se dice que va embarcado hasta Salto y de allí caminará por tierra pasando por los pueblos de las Misiones"
Diario de un soldado en (Mateo Pignataro, 1963, p. 157)

## Regreso al Paraguay
El 2 de mayo de 1808, mientras Velasco se desempeñaba en Buenos Aires como subinspector general en comisión, el virrey Liniers nombró al capitán Agustín de La Rosa como comandante general de las armas en los pueblos de las Misiones más cinco funcionarios como ayudantes. El objetivo era constituir una fuerza que se pudiera oponer a una posible invasión limítrofe. A tal efecto de La Rosa iría con una partida de Blandengues que obtendría sus armas requisando los fusiles existentes en los pueblos o se armarían con "chuzas". A esa fuerza, que además había que entrenar, se sumaría los cañones existentes en los pueblos y una partida de infantería ligera de 300 hombres que el virrey enviaría armados y equipados para actuar como reserva. Este nombramiento no se comunicó a Velasco como correspondía ni se indicó al nuevo funcionario que debía estar a la orden del gobernador del Paraguay y Misiones.
Velasco reasumió su cargo en Asunción el 19 de junio de 1809 después de una ausencia de 2 años. El 19 de octubre amonestó a La Rosa por mantener correspondencia directamente con el virrey en lugar de hacerlo con él. Al mismo tiempo envió una nota a Cisneros exponiendo:
- que nadie podía sustraerse a sus órdenes sin despojarlo previamente de la autoridad que le fuera conferida por el rey.
- que felizmente los subdelegados de las Misiones obedecían sus órdenes pese a que La Rosa había querido atemorizarlos con su título de "Comandante General".
- que en el año 1806, cuando se nombró por real despacho a Gaspar Vigodet en un cargo parecido, se utilizó el título de "Segundo del Gobernador del Paraguay".
- que los motivos para nombrarlo fueron aparentes porque los citados blandengues desarmados llegaron al primer pueblo y se volvieron, liberando a los pobladores de muchas extorsiones.
- que La Rosa ocupó su puesto sin haber visto las fuerzas a su orden ni tampoco prestó servicio en el Regimiento al que pertenecía.
- que a tal efecto utilizó las muchas conexiones que tenía en Buenos Aires, por ser yerno de Martín Simón de Sarratea y por consiguiente concuñado de Liniers, para poder dedicarse en las Misiones a la venta de aguardiente y chucherías.
- que se felicita de que este hecho ocurra ahora pues si pudo contener con anterioridad su resentimiento por razones de tranquilidad pública, ahora hubiera visto a Liniers y La Rosa fuera de su gobierno.
- que pudiendo expedir orden de expulsión contra La Rosa ha suspendido toda determinaron hasta que el virrey dicte lo que corresponde.[25]

Cuando el oficio de Velasco llegó a manos del virrey Cisneros, este ya había designado el 14 de diciembre al coronel Tomás de Rocamora para encargarse de los asuntos políticos y militares de las Misiones en reemplazo de Agustín de la Rosa que había renunciado por motivos de salud. Por esa razón, el 19 de diciembre de 1809, comunicó a Velasco que suspendía la designación de Rocamora a la espera de su "dictamen". El virrey le expresó que su idea era designar un jefe político y militar en Misiones «en clase de Segundo» de Velasco.
En este incidente Velasco expuso la conexión existente entre La Rosa y Liniers diciendo «Dicho Señor [Liniers] durante mi misión en esa Capital, ha destinado a estas provincias, sin darme el menor conocimiento, sujetos [La Rosa y ayudantes] que no siendo necesarios, parece haberlos escogidos para promover inquietudes». La mención del parentesco entre Sarratea, Liniers y La Rosa era la misma que existía con Lázaro de Rivera que también era concuñado de Liniers y yerno de Sarratea. El poderoso comerciante, León de Altolaguirre, era su tío, quien, desde España y haciendo uso de sus múltiples contactos con las altas esferas, había intentado con anterioridad conseguirle un cargo. Velasco había sustituido a Liniers en las Misiones, a Lázaro de Rivera en la provincia del Paraguay y ahora se oponía De la Rosa en las Misiones.
El 10 de enero de 1810 Velasco ofició al virrey dando su conformidad para que un segundo suyo se haga cargo de sus funciones en las Misiones, hecho que es tomado por Manuel Ricardo Trelles, en 1867, en plena guerra de la Triple Alianza, como una renuncia. Rocamora fue confirmado por el virrey como Teniente Gobernador de Misiones y gobernó solamente los departamentos de Yapeyú, Candelaria y Concepción, quedando los territorios al norte del Paraná (departamento de Santiago), gobernados desde Asunción.

## Defensa contra la expedición militar de la junta de Buenos Aires

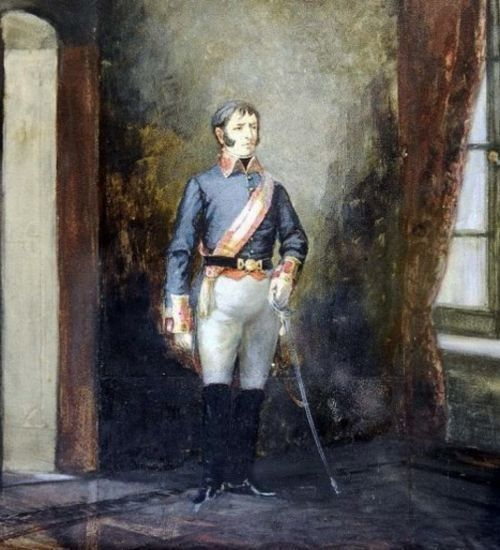
Bernardo de Velasco por Guillermo Da Re en 1890.

El congreso celebrado en Asunción el 24 de julio de 1810 decidió reconocer al Consejo de Regencia y suspender todo reconocimiento de superioridad de la junta de Buenos Aires. A las medidas políticas y económicas que esta adoptó contra la provincia siguió el envío de una expedición militar al mando de Manuel Belgrano. Ante esta situación, Velasco demostró una gran capacidad organizativa y de acción: incursionó en las Misiones en busca de armas, ocupó Ñeenbucú hasta el río Paraná para vigilar la costa desde Paso del Rey hasta Campichuelo de la Candelaria, envió una flota a rescatar los buques retenidos en Corrientes y movilizó las milicias concentrándolas en Yaguarón y Barrero Grande. Debido a la falta de experiencia y armamento de las milicias convocadas adoptó como estrategia la defensa en  profundidad dejando una vasta zona vacía que debía complicar la logística del enemigo para luego elegir el lugar y momento adecuados para presentar batalla. Esa zona la cubrió con patrullas volantes que debían observar la línea de avance del enemigo. De esta manera, Belgrano fue derrotado estratégicamente al desperdigar sus unidades para controlar su larga línea de abastecimiento y seguridad y llegó con la mitad de sus fuerzas a Paraguarí, punto que determinó Velasco para detener su avance y derrotarlo tácticamente.

## Revolución del 14 y 15 de mayo de 1811
Entre octubre de 1810 y mayo de 1811, Velasco tuvo que sofocar varios intentos subversivos en Asunción, Yaguarón, Itá y Villa Real de Concepción. Distintos grupos políticos pugnaban por imponer sus ideas: el de los partidarios de la alianza con la Corona portuguesa, con fuerte presencia en el cabildo. Los partidarios del Consejo de Regencia y la alianza con el virrey Elío de Montevideo. Los que querían someterse a la junta de Buenos Aires enviando un diputado. Finalmente los partidarios de independizar al Paraguay y formar con el resto de las provincias del virreinato una alianza de tipo confederal, es decir, entre iguales. Finalmente triunfó este último grupo por el poder que tenía en el ejército. El 15 de mayo de 1811, Velasco tuvo que aceptar la incorporación en el gobierno de dos consocios: José Gaspar Rodríguez de Francia y Juan Valeriano Zevallos. El 9 de junio fue suspendido en sus funciones acusado de querer entregar la provincia a los portugueses. El congreso del 17 de junio de 1811 determinó su destitución como gobernador "subrogándose en su lugar una junta de gobierno". Tenía 69 años.
En una comunicación al Ministro de Estado del 16 de septiembre de 1811, el virrey Elío anunció que con motivo del festejo en Asunción del triunfo de Wellington y el ejército combinado en Cádiz, se habían liberado a los antiguos miembros del Cabildo de Asunción pero que Velasco no había aceptado dicho ofrecimiento. [AGI, Leg. Bs.As.,317,Montevideo, 16-09-1811]

## Años posteriores
En un oficio al gobierno de Buenos Aires del 12 de febrero de 1812, la junta del Paraguay comunicó que:

"No tanto por temor de que Don Bernardo de Velasco sea capaz de maquinar cosa alguna contra nuestro sistema [...] cuanto por sepultar las remotas esperanzas de sus allegados y desembarazarnos de su persona, cuya existencia en el Cuartel es gravosa, hemos determinado en remitirlo hasta Santa Fe para que desde allí se sirva destinarlo a un lugar.
Disposiciones de la Junta Gubernativa del Paraguay: enero-abril 1812 en (ANA, SH, 1812, p. [Vol.] 217, N° 4)

Esto no se aplicó. Velasco fue posteriormente liberado y decidió quedarse en el país. Gil Navarro menciona un episodio que ocurrió en  1822, cuando por orden del doctor Francia fueron convocados los españoles residentes en Asunción. Entre ellos estaba el anciano exgobernador Velasco. Se desconoce el lugar y la fecha de su fallecimiento.

## Velasco y el Paraguay
En una carta personal del 12 de julio de 1807 que Velasco dirigió a su amigo Buenaventura, residente en Madrid, comenta: 

Nada le he dicho de mi Paraguay [...] Nada falta allí para el servicio de una buena mesa. Hay muchas y bien surtidas tiendas. La casa de gobierno es muy buena; el sueldo de 4600 pesos, lo bastante para satisfacer a una persona como yo que solo desea una existencia cómoda. El clima es excelente; verdad es que, en los meses de diciembre, enero y febrero, sentimos fuertes calores, aunque me parece no tanto como en algunos días en Madrid [...] en el invierno, después de comer, monto a caballo; hago a pie como una legua del pueblo; tomo una escopeta y en poco tiempo mato no menos de media docena de perdices [...] El río es prodigiosamente abundante en pescados. Por lo general algún barco está anclado como a 200 varas y a la vista de mi casa [...] a la tarde hago colocar un sillón en el barco. Desde allí, con la mayor facilidad, tiro una línea y cobro enormes pescados. Estas son las diversiones de la tarde; las mañanas las ocupo más seriamente. (Mateo Pignataro, 1962, p. 158)